# (6008) 1990 BF2
(6008) 1990 BF2 là một tiểu hành tinh vành đai chính. Nó được phát hiện bởi Seiji Ueda và Hiroshi Kaneda ở Kushiro, Hokkaidō, Nhật Bản, ngày 30 tháng 1 năm 1990.